# Barmbek basch
Barmbek basch  ist eine in Hamburg verwendete Bezeichnung für die angeblich sprichwörtliche Rüpelhaftigkeit der Bewohner des Stadtteils Barmbek. Nach diesem historischen Begriff hat sich das im März 2010 eröffnete Community Center Barmbek°Basch in Barmbek-Süd benannt.

## Begriff
Barmbek basch geht zurück auf das plattdeutsche Wort basch, das in etwa die Bedeutung von derb hat. In der Zusammensetzung steht es für die den Barmbekern zugeschriebene Rüpelhaftigkeit. Der historische Hintergrund wird darin gesehen, dass die Jugendlichen aus den in diesem Stadtteil gelegenen Arbeiterquartieren dafür bekannt waren, Konflikte mit den Fäusten auszutragen. Die davon betroffenen Nachbarn aus den als vornehm geltenden Vierteln in Winterhude und Uhlenhorst sollen den Ausruf geprägt haben.

## Barmbek°Basch

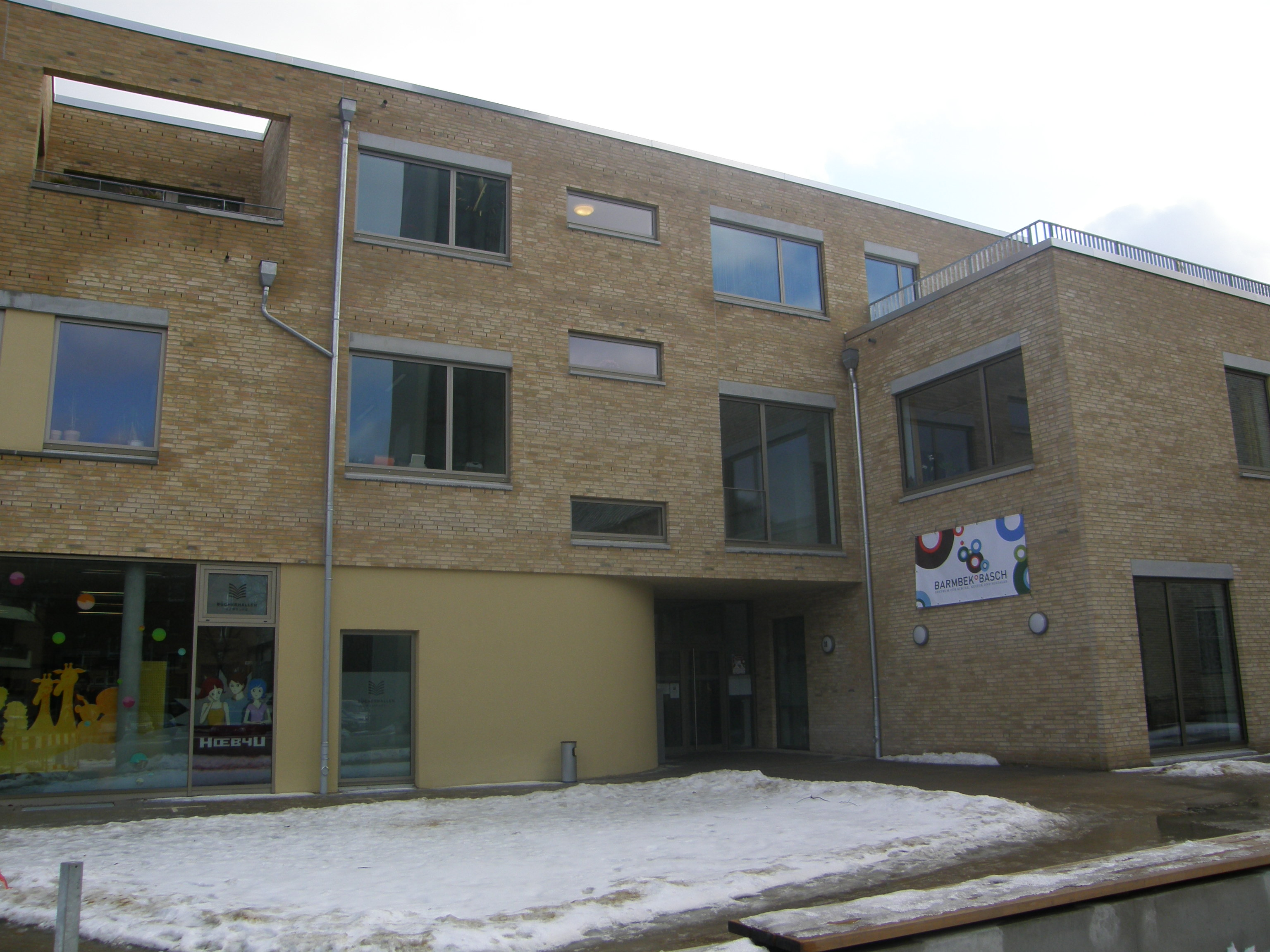
Community Center Barmbek°Basch

Ein im März 2010 in Barmbek-Süd eröffnetes Community Center hat sich in Anlehnung an diesen Begriff Barmbek°Basch genannt. Es handelt sich bei diesem Stadtteilzentrum um ein Hamburger Pilotprojekt nach skandinavischem Vorbild. In einem derartigen Community Center sind mehrere Institutionen in einem Haus vereint. Im Unterschied zu herkömmlichen Zentren verwalten sich die Beteiligten, hier kulturelle, soziale, behördliche und kirchliche Einrichtungen, gemeinsam und teilen sich unter anderem Veranstaltungsräume, Seminarräume und technische Ausstattung. Innerhalb dieses Rahmens ist zudem die Kooperation der einzelnen Einrichtungen bei kulturellen Veranstaltungen und sozialen Angeboten angestrebt.

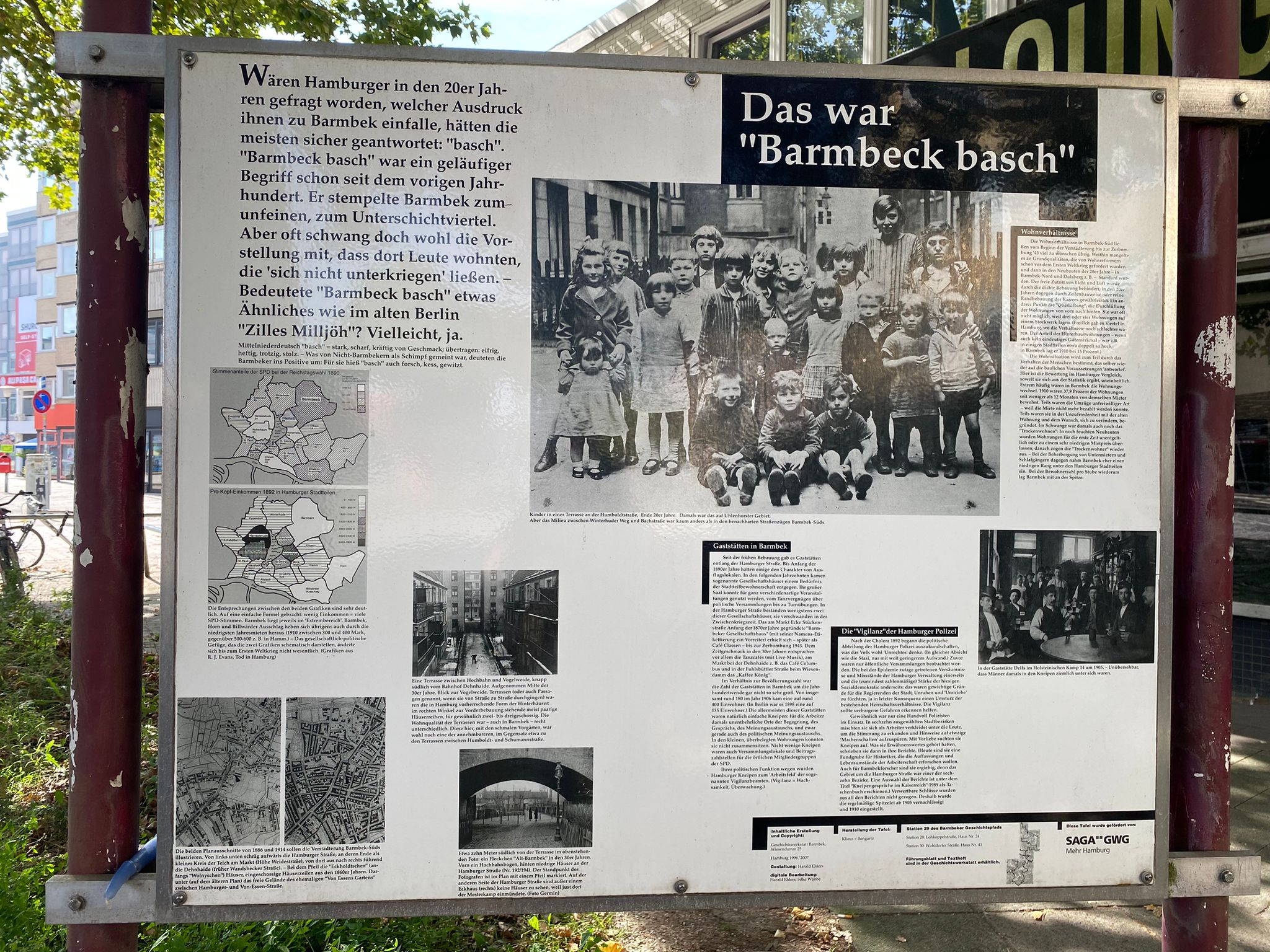
Infotafel am Ende der Hamburger Straße

Das Barmbek°Basch wird getragen von der evangelisch-lutherischen Kirchengemeinde Alt-Barmbek, dem Kinder- und Familienzentrum (KiFAZ) mit Familienhebammen, der Bücherhalle Dehnhaide, dem Kulturpunkt im Basch (vormals Kulturhaus Dehnhaide), dem Seniorentreff der Arbeiterwohlfahrt, der Erziehungsberatung und der Mütterberatung des Bezirksamts Hamburg-Nord.
Das Gebäude wurde von den Hamburger Architekten Johannsen und Partner geplant und auf dem Grundstück der Kirchengemeinde Alt-Barmbek neben der Kreuzkirche im Jahr 2009 fertiggestellt. Im Herbst 2010 wurde es in die Architektur- und Stadtplanungsausstellung Realstadt in Berlin aufgenommen.
Die Stadt Hamburg plante in weiteren Stadtteilen den Bau von Community Center, so in Langenhorn und im Bezirk Wandsbek das Haus am See Hohenhorst, das im Februar 2012 eröffnet wurde.